# شارع السد العالي
شارع السد العالي يقع في حي مدينة نصر بالقاهرة. بالتحديد في المنطقة التاسعة في الحي ويتقاطع مع شارعي أحمد الزمر وأفريقيا، ويوجد به مكتب للشهر العقاري وساحة لانتظار السيارات يطلق عليها سوق السيارات الجديد.